# Desoria multisetis
Desoria multisetis is een springstaartensoort uit de familie van de Isotomidae. De wetenschappelijke naam van de soort is voor het eerst geldig gepubliceerd in 1922 door Carpenter & Phillips.